# László Rajka
László Rajka (n. 7 iulie 1894, Cluj, Austro-Ungaria – d. 1 noiembrie 1938, Cluj, România) a fost un istoric literar și traducător maghiar din România.

## Biografie
A absolvit studiile secundare în orașul natal în 1912, apoi a început studii universitare la Cluj, dar le-a finalizat la Viena, unde a susținut examenul de licență în 1917. A lucrat apoi, până la moartea sa prematură, ca profesor de maghiară și germană la Liceul de fete „Marianum” din Cluj.

## Activitatea literară
A avut o gamă foarte largă de preocupări științifice: în afară de istoria literară și istoria artei a studiat fizica și tehnica. În calitate de profesor a elaborat un program de studiu a limbii și literaturii maghiare. În 1925 a coordonat, împreună cu profesorul de teologie reformată Lajos Imre, colecția de cărți pentru tineretul maghiar „A Magyar Ifjúság Könyvtára” a editurii clujene Minerva, în care a publicat în 1926 traducerea nuvelei Pole Poppenspäler (Bábjátékos Pali) a lui Theodor Storm.
Prima lucrare științifică publicată a fost colecția de poeme Sebes agynak késő sisak, publicată în 1915 în revista Irodalomtörténet din Budapesta. Rajka a tradus din latină în maghiară un manuscris din secolul al XVII-lea aflat la Muzeul Național al Ungariei, manuscris care prezintă în 41 de versete personajele principale ale Războiului de Treizeci de Ani, printre care și Gabriel Bethlen, descris ca un erou al maghiarilor. Teza lui de doctorat intitulată Héliodórosz Aithiopikájának feldolgozásai a magyar irodalomban a fost publicată la Cluj în 1917. Potrivit profesorului Lajos György, studiul său este „o comparație cuprinzătoare și exhaustivă a tuturor detaliilor” traducerii maghiare din secolul al XVI-lea a romanului grec, dezvăluind că traducerea maghiară este inspirată din versiunea folclorică germană a lui Johannes Zschorn și clarificând un subiect confuz al istoriei literare maghiare.
În calitate de istoric literar, Rajka a desfășurat o activitate de pionierat în cercetarea vieții și operei lui Jókai, contribuind la perpetuarea memoriei scriitorului maghiar. A publicat în 1926 în revista Pásztortűz o recenzie critică aspră a studiului „Jókai Erdélyben” realizat de Géza Tabéry și Ernő Incze. Cercetările sale științifice ale romanelor lui Jókai au urmărit să descopere originea acestor opere literare; studiile sale pe acest subiect – Jókai „Törökvilág Magyarországon” című regénye (ETF 33, Cluj, 1931); Jókai Kalandora (Cluj, 1932); Jókai román tárgyú novellái (ETF 77, Cluj, 1935); A Névtelen Vár hőse (Arad, 1934) – sunt citate astăzi ca lucrări de referință în ediția critică a operei lui Jókai.
Rajka a fost timp de un deceniu și jumătate secretar al secției de științe umaniste a societății clujene Erdélyi Múzeum-Egyesület și unul din primii membri ai Erdélyi Katolikus Akadémia. El este, de asemenea, autorul a două lucrări monografice: A Marianum története (Cluj, 1927) și A Bölcsészet-, Nyelv- és Történettudományi Szakosztály története. 1860–1934 (Cluj, 1938).
A lăsat în urma sa o bibliografie enormă (aprox. 200 de cutii) a traducerilor în limba maghiară ale operelor scriitorilor străini și a ecoului stârnit de publicarea acestora, precum și o colecție de cântece populare maghiare publicată postum sub titlul A Társadalom daloskönyve.

## Scrieri
- Sebes agynak késő sisak, în Irodalomtörténet, Budapesta, (1915);
- Heliodorosz Aithiopikájának feldolgozásai a magyar irodalomban, teză de doctorat, Cluj, 1917;
- Szavalókönyv, red., Cluj, 1923, 1925;
- A Marianum története, Cluj, 1927;
- Jókai „Törökvilág Magyarországon” c. regénye („Romanul «Lumea turcească în Ungaria» al lui Jókai”), în Erdélyi Tudományos Füzetek (ETF), nr. 33, Cluj, 1931;
- Jókai Kalandora, Cluj, 1932;
- Jókai román tárgyú novellái („Nuvelele cu subiect românesc ale lui Jókai”), în Erdélyi Tudományos Füzetek (ETF), nr. 77, Cluj, 1935;
- A Névtelen Vár hőse, Arad 1934;
- A Bölcsészet-, Nyelv- és Történettudományi Szakosztály története. 1860–1934, Cluj, 1938.